# Protestas en Venezuela de 2019
Las protestas en Venezuela de 2019, fueron una serie de manifestaciones a nivel nacional e internacional; desde el 10 de enero, como un esfuerzo coordinado en contra del gobierno de Nicolás Maduro, originadas por la crisis presidencial que se produjo cuando la Asamblea Nacional nombró como presidente transitorio e interino a Juan Guaidó. También se organizaron manifestaciones de apoyo al gobierno de Maduro.
Las protestas son parte de las que se han producido desde 2013 a nivel nacional en contra del gobierno de Nicolás Maduro, en el contexto de la crisis que sufre el país. A mediados de 2019 las protestas cesaron en intensidad, posteriormente se reanudaron parcialmente a principios de 2020, pero se suspendió debido a la llegada de la pandemia de COVID-19 a Venezuela.
The Wall Street Journal informó en un artículo de marzo de 2019 titulado "Maduro pierde control sobre los pobres de Venezuela, una fuente vital de su poder" que los barrios marginales se están volviendo contra Maduro y que "muchos culpan a la brutalidad del gobierno por el cambio". 
Foro Penal dijo que 50 personas, en su mayoría en barrios marginales, habían sido asesinadas por las fuerzas de seguridad solo en los primeros dos meses del año, y 653 habían sido arrestadas por protestar o hablar en contra del gobierno. También ha habido manifestaciones rivales en apoyo a la Revolución bolivariana, al gobierno de Maduro y en contra de la supuesta intervención extranjera.
El general retirado Hugo Carvajal, jefe de la inteligencia militar de Venezuela durante diez años durante la presidencia de Hugo Chávez, quien se desempeñó como diputado a la Asamblea Nacional por el Partido Socialista Unido de Venezuela y fue considerado un legislador pro-Maduro, "uno de los más destacadas”, dijo que Maduro ordena las llamadas “protestas espontáneas” a su favor en el exterior, y sus socios las financian.

## Protestas nacionales
Venezuela llevaba años de movilizaciones masivas en contra de la autodenominada Revolución bolivariana, debido a razones políticas, económicas, ideológicas y sociales, así que se desarrollaron movilizaciones masivas en los años 2002, 2004, 2007, 2013, 2014 y 2017, en estas últimas destacó el excesivo uso de la fuerza contra los manifestantes.
Después de las polémicas elecciones presidenciales de 2018 donde Nicolás Maduro es reelecto presidente en un contexto de crisis social, económica y política, en unas elecciones sin reconocimiento internacional y en donde el Henry Falcón (principal contendiente) denuncio fraude electoral.

### Toma de posesión de Nicolás Maduro

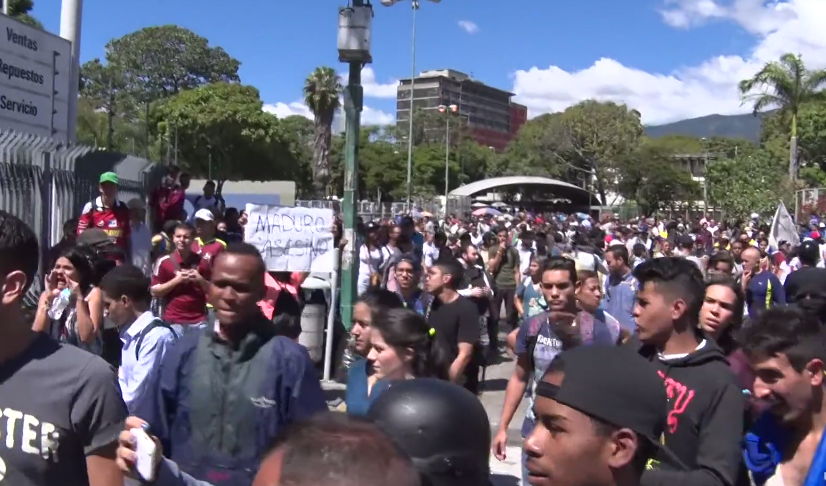
Manifestantes protestan contra la segunda toma de posesión de Nicolás Maduro, 10 de enero de 2019.

Debido a la situación de desacato en que la Asamblea Nacional se encontraba desde 2017 (situación que no esta contemplada en la constitución) Nicolás Maduro decide juramentarse en el Tribunal Supremo de Justicia el 10 de enero de 2019 para el período presidencial de 2019-2025. Dicho acto no fue reconocido por la Unión Europea (incluyendo naciones no comunitarias pero con fuertes lazos), la OEA, el Grupo de Lima (a excepción de México), Jamaica, Bahamas, Haití, República Dominicana, Ecuador, Estados Unidos, Japón, Israel, Australia, entre otros. Incluida gran parte de la sociedad venezolana. 
Las primeras protestas registradas se desarrollaron en Lima y algunos sectores de Caracas realizaron protestas en todo el país y en la ciudad capital, Caracas. Se reportaron varios cacerolazos en Caracas, incluso cerca de donde se juramentaba a Maduro. Los partidarios de Maduro se manifestaron por separado. Antes de la inauguración, la oposición había llamado a la gente a protestar durante la inauguración, con una protesta copatrocinada por estudiantes liderados por Rafaela Requesens y el partido Voluntad Popular de Guaidó, bloqueando una carretera cerca de la UCV.

### Cabildos abiertos

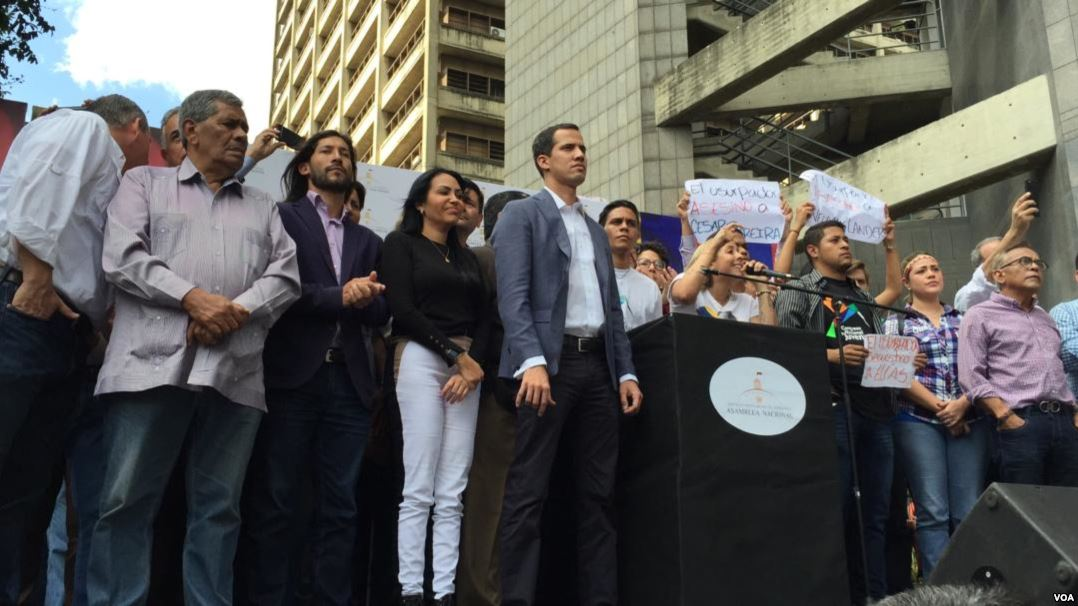
Juan Guaidó junto a simpatizantes durante el primer cabildo abierto

Tratado como una forma de protesta pacífica, en enero de 2019 se realizaron varios cabildos abiertos. El primero de ellos fue el 11 de enero, en manos de Juan Guaidó. En las calles de Caracas la gente se reunió para apoyarlo.

### Enero
Anticipándose a las protestas del 23 de enero, se produjeron otras protestas violentas. En la madrugada del 21 de enero hubo un intento de motín militar a pequeña escala considerado un golpe de Estado fallido, en un comando de la Guardia Nacional ubicado en Cotiza en el noroeste de Caracas, 27 efectivos militares se sublevaron y secuestraron seguridad y robaron armas, tratando de marchar sobre Miraflores pero encontraron resistencia por parte de otros agentes, pelearon y fueron aprehendidos por las autoridades en la madrugada. En vídeos que divulgaron en las redes sociales declararon no reconocer al gobernante del país y a salir a las calles en respaldo de la insurrección. Tras ser neutralizado el grupo insurgente, las autoridades incautaron las armas que traían consigo así como sus teléfonos móviles. Este hecho desencadenó una serie de fuertes protestas civiles en el sector en respaldo a los insurgentes, que horas después se propagaron en distintos sectores de la ciudad en rechazo a Nicolás Maduro y a la crisis del país. La gente en el área local continuó la lucha, protestando y quemando objetos en la calle incluso cuando se lanzaron gases lacrimógenos. Colectivos mataron a una mujer que no protestaba en su propia puerta, y otros cinco resultaron heridos.
Según el periodista venezolano Francisco Toro para The Washington Post , el 22 de enero estallaron protestas en barrios obreros de Caracas, que hasta entonces habían apoyado a Maduro. Estos resultaron en la muerte de un niño de 16 años por disparos. Otras protestas ocurrieron en el gran estado de Bolívar, donde tres personas fueron asesinadas y una estatua de Hugo Chávez fue incendiada y partida por la mitad antes de que la cabeza y el torso fueran colgados como un trofeo de un puente público.

### 23 de enero

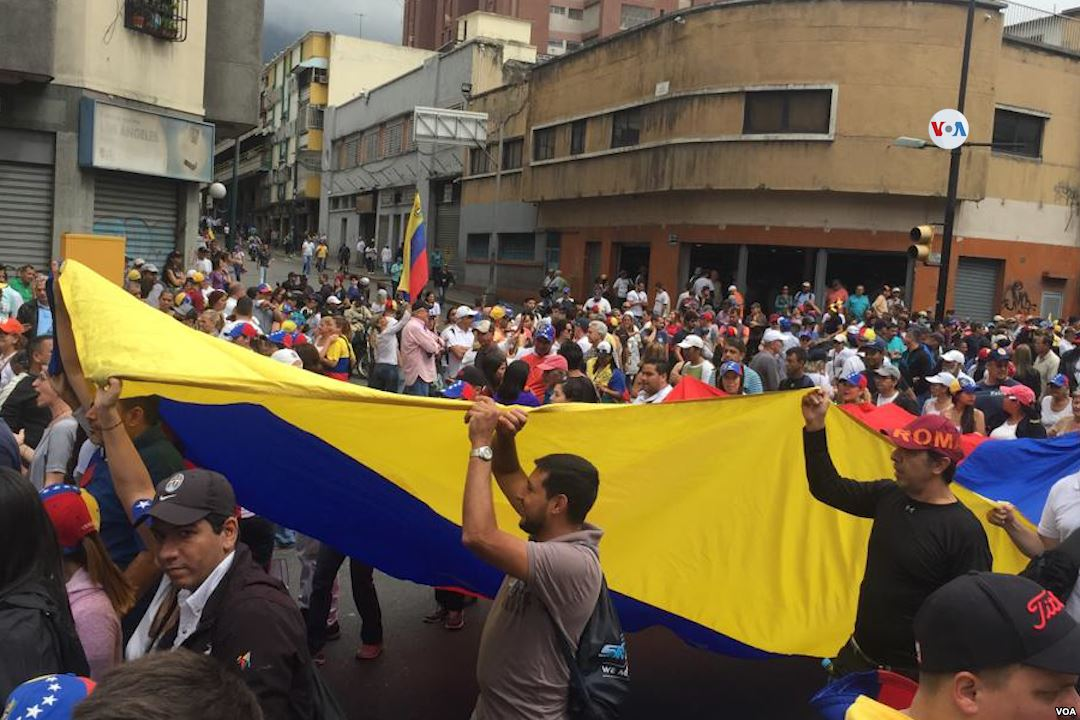
Manifestantes el 23 de enero de 2019.

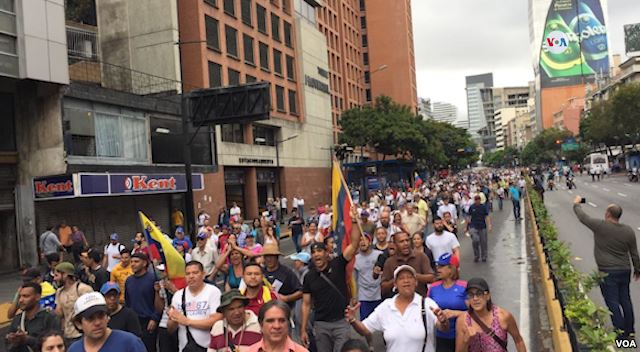
Marcha opositora 23 de enero de 2019

El 23 de enero las protestas se intensificaron con personas en las calles en todo el país y en diversas ciudades del mundo como Bogotá, Santiago, Madrid y Washington D. C. debido a la proclamación oficial de Juan Guaidó como presidente de Venezuela, desconociendo la segunda presidencia de Nicolás Maduro iniciada el 10 de enero de 2019. Recibiendo el primero el reconocimiento de Estados Unidos, Canadá, Argentina, Brasil, Chile, Ecuador, Colombia, Perú, Honduras, Panamá, Paraguay, Costa Rica, Guatemala, Bahamas, Haití y República Dominicana.
Anunciado en el cabildo abierto del 11 de enero, una serie de marchas de protesta que atrajeron multitudes que fueron reportadas por The Economist , el consejo editorial de The Wall Street Journal y Yeshiva World News de cientos de miles a millones de venezolanos, Las protestas del 23 de enero, en el aniversario del golpe de Estado en Venezuela de 1958 que derrocó al dictador Marcos Pérez Jiménez, fueron el evento insignia que esperaba obligar a Maduro a renunciar. El vicepresidente de Estados Unidos, Mike Pence , envió en este día un vídeo de apoyo a la nación. Asimismo, Juan Guaidó y su esposa Fabiana Rosales enviaron videos separados a los militares de Venezuela, pidiéndoles que "no nos disparen".
Antes de que comenzara la protesta, la Guardia Nacional venezolana usó gases lacrimógenos para reunir multitudes en otros lugares. Otra área de la capital fue bloqueada en Plaza Venezuela, una gran plaza principal, con vehículos blindados y policías antidisturbios antes de que llegaran los manifestantes. Reportes fotográficos mostraron que algunas protestas se tornaron violentas, resultando en heridos tanto para los manifestantes como para la seguridad. Al final del día, al menos 13 personas murieron.
Cofavic entrevistó a testigos que dijeron que fuerzas especiales mataron a cinco jóvenes que habían asistido a manifestaciones de apoyo a la oposición. En horas de la noche, el presidente de la Asamblea Nacional Constituyente, Diosdado Cabello, llamó a los partidarios de Maduro a realizar una vigilia en los alrededores del Palacio de Miraflores, aunque nadie asistió al evento.
Fundaredes denunció en el Ministerio Público de Colombia que grupos armados integrados por miembros del Ejército de Liberación Nacional y disidentes de las FARC-EP , apoyados por la Policía Nacional Bolivariana y funcionarios de las FAES, mataron a dos venezolanos, Eduardo José Marrero y Luigi Ángel Guerrero, durante una protesta en la ciudad fronteriza de San Cristóbal, en el estado Táchira. Otros manifestantes resultaron heridos durante el tiroteo. Unos días después, Michelle Bachelet ACNUR de las Naciones Unidas expresó su preocupación de que la violencia durante las protestas pudiera salirse de control y solicitó una investigación de la ONU sobre el uso de la violencia por parte de las fuerzas de seguridad.
En los primeros días de protestas se registraron 16 muertos en el bando de los manifestantes, la Policía Nacional Bolivariana registró 278 detenciones y una cantidad de heridos no identificados. Foro Penal confirmó 470 detenciones durante las manifestaciones en ese momento. Posteriormente el 29 de enero en un comunicado de la vocería del Alto Comisionado de las Naciones Unidas para los Derechos Humanos informó que había alrededor de 850 detenidos (650 de ellas detenidas el 23 de enero), 77 de ellos menores de edad, 40 fallecidos, una veintena de ellos a manos de las fuerzas de seguridad en las protestas. El Observatorio Venezolano de Conflictividad Social registró 51 muertos hasta abril.

### Febrero

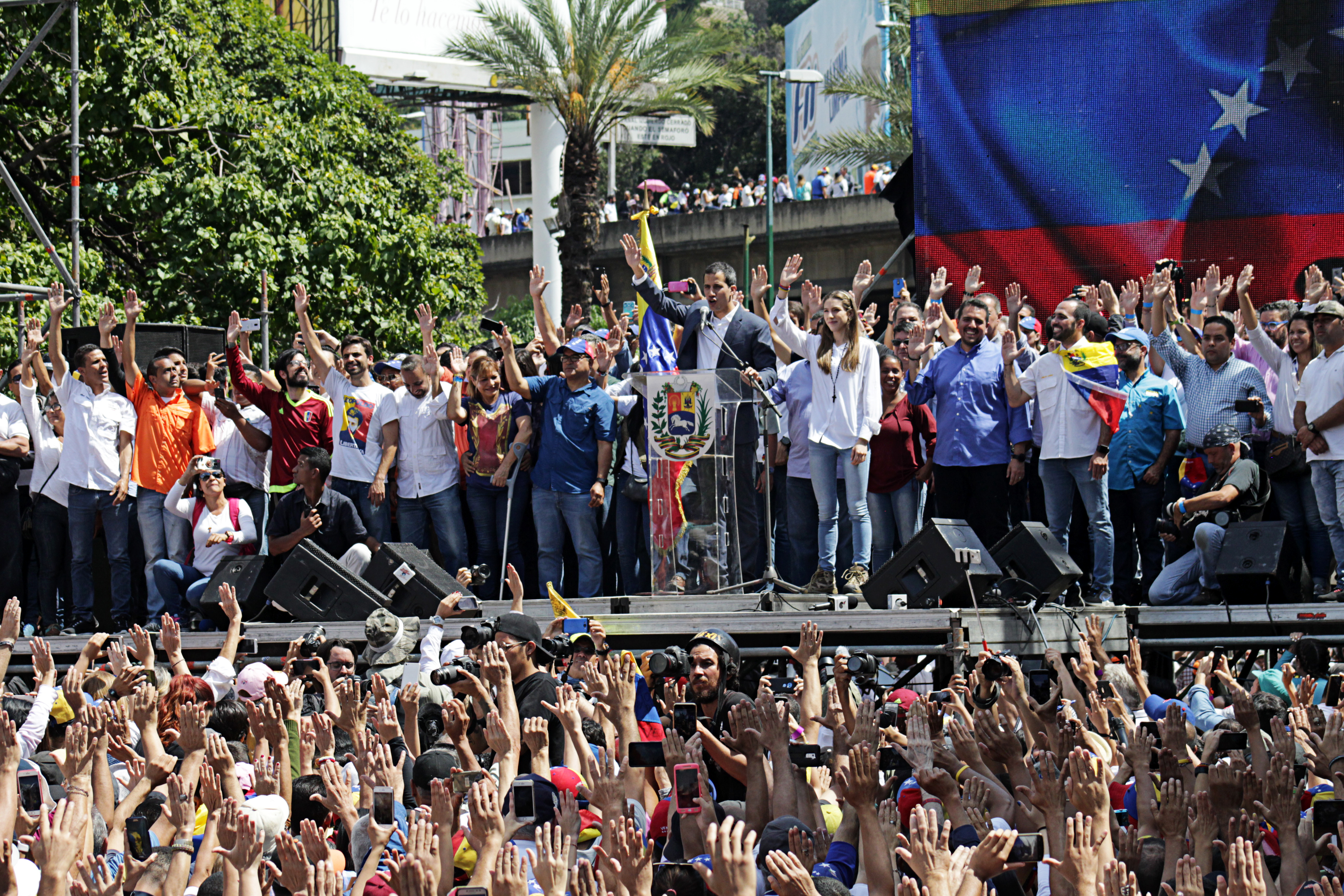
Juan Guaidó en una manifestación el 2 de febrero

El 2 de febrero manifestaciones opositoras llenaron la Avenida Las Mercedes en Caracas. El tema de las protestas fue exigir el ingreso de ayuda humanitaria a Venezuela, con la participación de cientos de miles de venezolanos para mostrar su apoyo a Guaidó. Según La Patilla , que proporcionó imágenes satelitales, los partidarios de Maduro participaron en contra manifestaciones más pequeñas el mismo día a la misma hora. Al menos 285 resultaron heridos y 14 murieron en los enfrentamientos del 23 de febrero de 2019.

### Marzo-abril

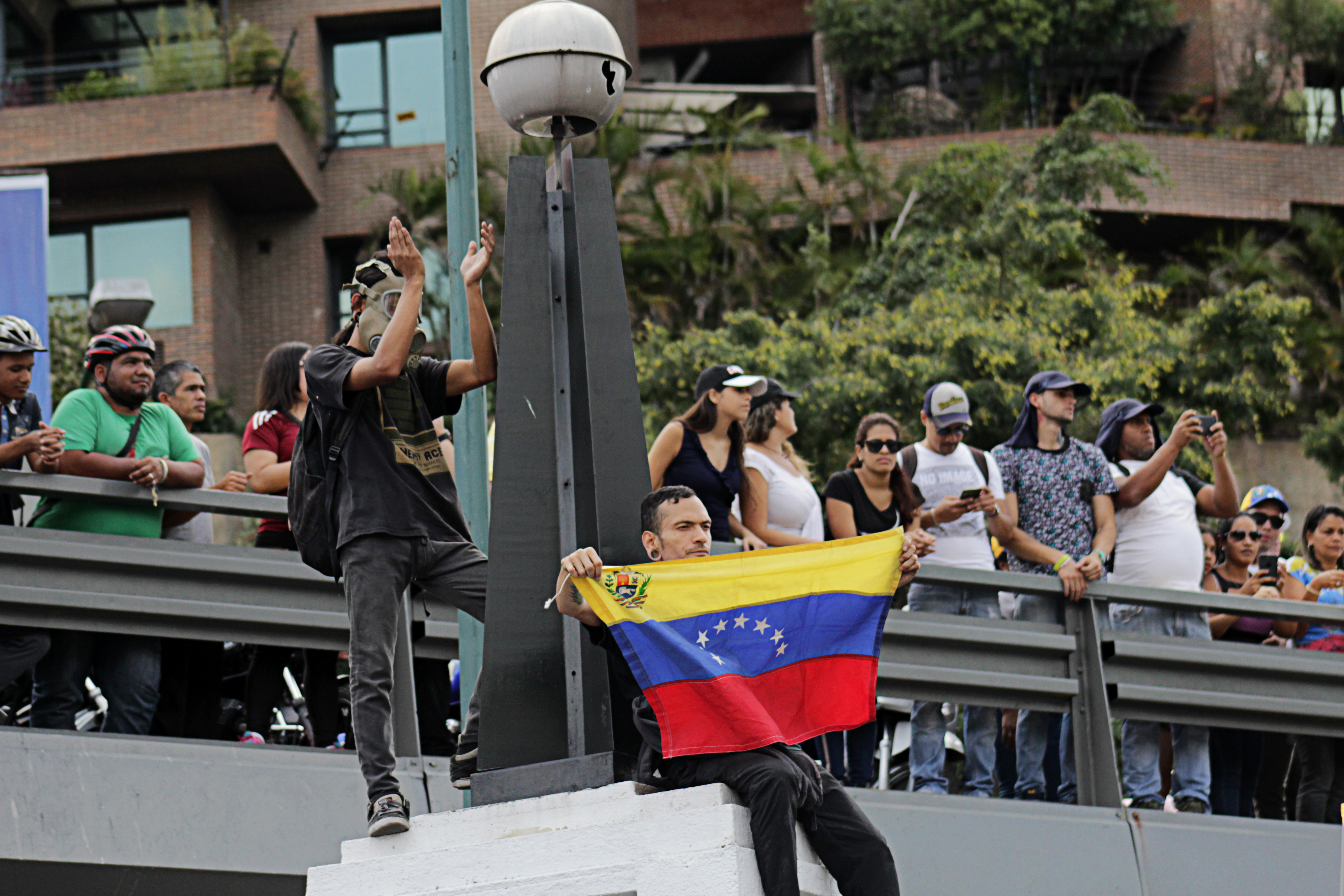
Manifestación en apoyo a Juan Guaidó.

Guaidó "salió a las calles" para cuestionar la gobernabilidad de Maduro durante los dos primeros días de un apagón nacional . Según The New York Times, "Maduro no se dirigió a la nación y su silencio público ha alimentado la tensión que se apodera de Caracas".
Las protestas contra Maduro en Caracas y otras ciudades fueron convocadas para el 9 de marzo y continuaron a pesar del cierre del Metro de Caracas y la falta de redes sociales. La manifestación encabezada por Guaidó, se llevó a cabo cerca del palacio presidencial en Miraflores; The Washington Post calificó la manifestación como "inusual" ya que se llevó a cabo en un sector generalmente asociado con los partidarios de Maduro. Fuerte presencia policial bloqueó las calles con escudos antidisturbios.

#### Llamado a la Operación Libertad

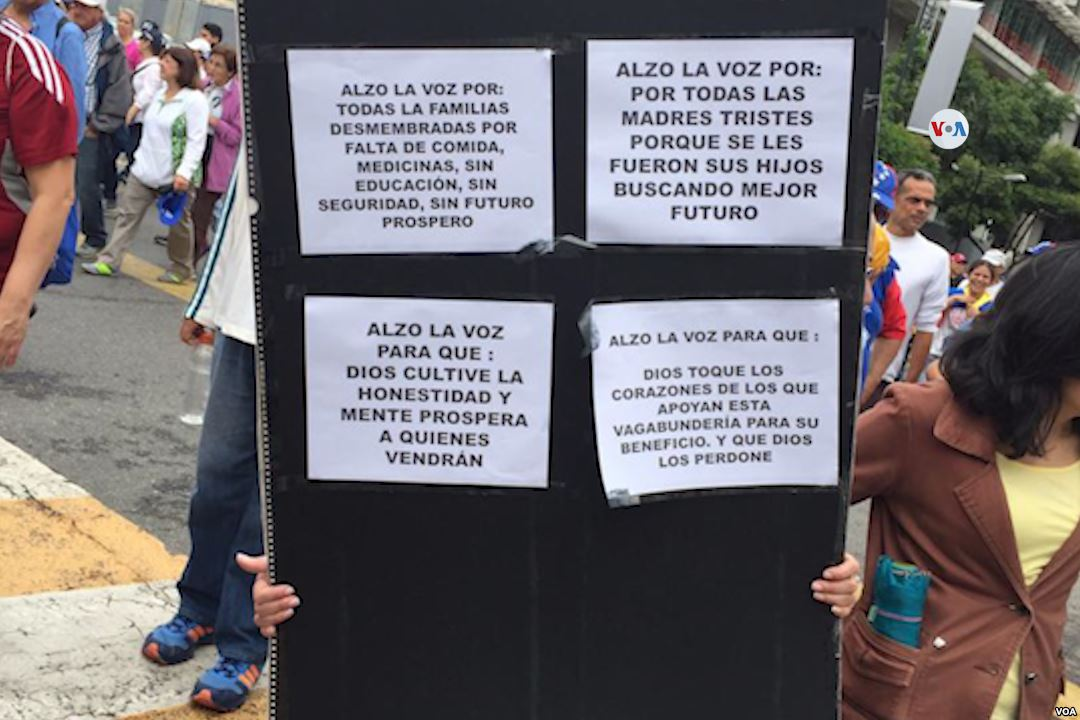
Carteles con razones para contra el gobierno de Nicolás Maduro.

Juan Guaidó anunció el 16 de marzo que se embarcaría en una gira por el país para organizar comités para lo que llamó "Operación Libertad" con el objetivo de reclamar la residencia presidencial, el Palacio de Miraflores. Desde el primer mitin en el estado Carabobo, dijo: “Estaremos en cada estado de Venezuela y para cada estado que hemos visitado la responsabilidad será de ustedes, los líderes, los unidos, [para] organizarnos en comandos de libertad."
Durante la segunda ola de apagones a nivel nacional, Guaidó convocó nuevas protestas que precederían a una decisiva marcha masiva por Caracas. Según Guaidó, el objetivo de las protestas es aumentar la presión política, pero se necesitan ensayos porque el operativo no se puede organizar “de un día para otro”. Miles de venezolanos participaron en una manifestación el 30 de marzo contra el apagones recurrentes. Guaidó recorrió el estado de Miranda y Caracas dando varios discursos. La policía antidisturbios usó gases lacrimógenos contra varios grupos de oposición en áreas donde los partidarios de Maduro estaban activos. Se reportaron cacerolazos en Caracas después de los apagones. se reanudó el sábado por la noche. Al día siguiente, se produjeron protestas por la falta de luz y agua en Caracas y otras ciudades. Algunas de las protestas ocurrieron cerca del palacio presidencial. Maduro llamó nuevamente a los colectivos , pidiéndoles que “defiendan la paz de cada barrio, de cada cuadra”. Vídeos que circulan en las redes sociales muestran a colectivos amenazando a los manifestantes y disparando en las calles; dos manifestantes fueron baleados. El domingo por la noche, la policía disparó contra los manifestantes después de que pusieran barricadas en llamas.
El 6 de abril, Juan Guaidó convocó mítines en más de 300 puntos del país. Decenas de miles de venezolanos denunciaron la falta de energía eléctrica y protestaron contra la presidencia de Maduro, a quien responsabilizan de la crisis económica. Guaidó se reunió con los manifestantes en la manifestación principal en el distrito El Marqués de Caracas. En Maracaibo, la segunda ciudad más grande de Venezuela, las protestas fueron dispersadas por fuerzas policiales con gases lacrimógenos y balas de goma. El Nacional informó cómo se lanzaron gases lacrimógenos desde helicópteros. Dos legisladores también fueron detenidos brevemente en Maracaibo.
El mismo día, Maduro convocó a una marcha rival. Miles de manifestantes, en su mayoría trabajadores estatales, se dieron cita en el centro de Caracas. Maduro llamó a “entender [que] estamos en una verdadera emergencia eléctrica, una verdadera emergencia nacional”. En un discurso público el 19 de abril en Caracas, Guaidó pidió un "cese definitivo de la usurpación" y la "marcha más grande de la historia" el 1 de mayo. Guaidó continuó manifestándose en todo el país en busca de apoyo. Las fuerzas armadas y los partidarios de Maduro en ocasiones han utilizado bloqueos de carreteras para evitar la llegada de Guaidó a otras ciudades. El 27 de abril, Guaidó tuvo que cancelar un mitin en Barquisimeto porque no pudo llegar.

#### 30 de abril

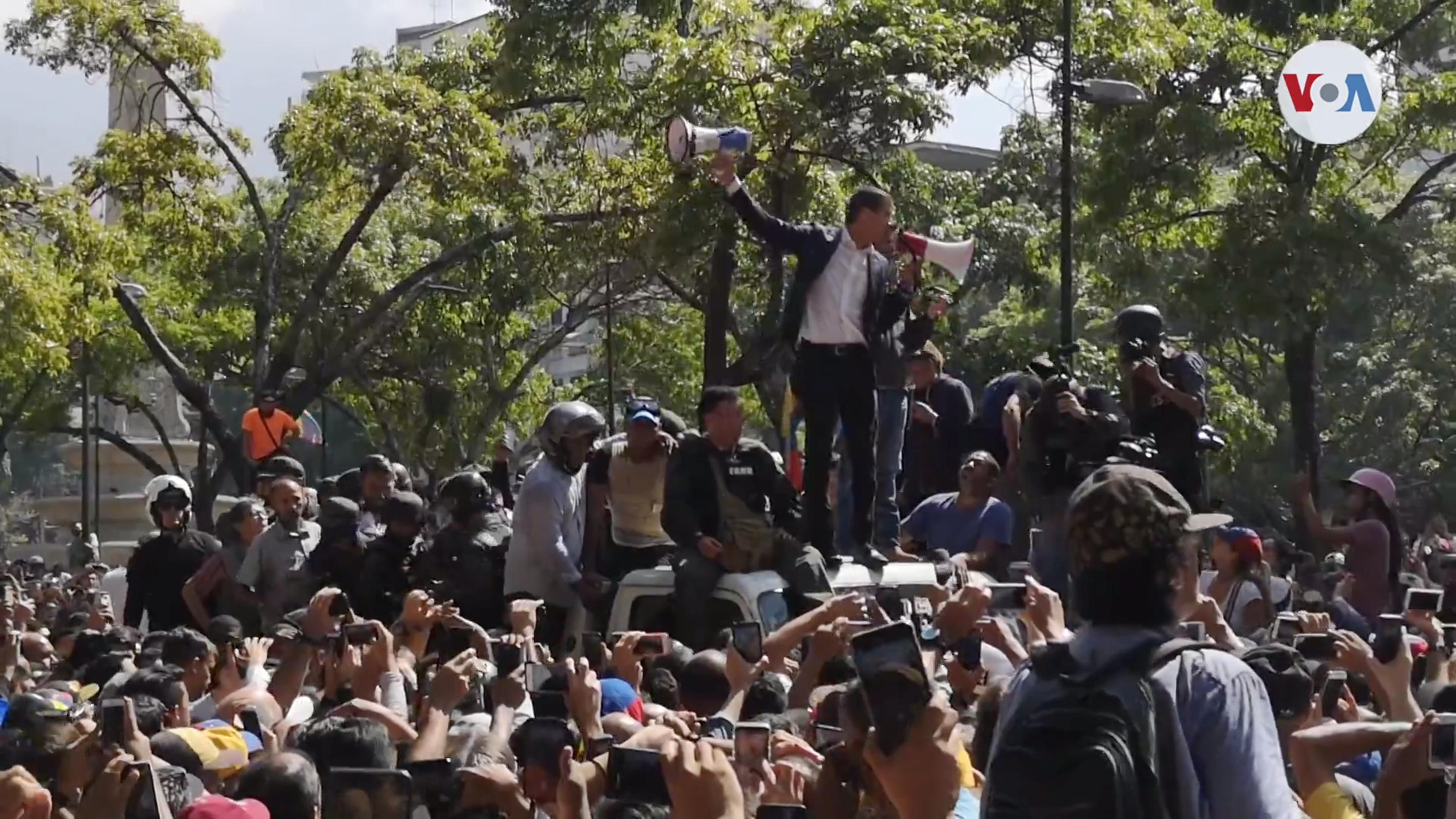
Juan Guaidó hablando con sus seguidores el 30 de abril de 2019

El 30 de abril de 2019, Leopoldo López, detenido bajo arresto domiciliario por el gobierno de Maduro, fue liberado por orden de Guaidó. Los dos hombres, flanqueados por miembros de las fuerzas armadas venezolanas cerca de la Base de la Fuerza Aérea La Carlota en Caracas, anunciaron un levantamiento, afirmando que esta era la fase final de la Operación Libertad. Guaidó dijo: “Pueblo de Venezuela, es necesario que salgamos juntos a la calle, a apoyar a las fuerzas democráticas y a recuperar nuestra libertad. Organizados y juntos, movilicemos las principales unidades militares. Pueblo de Caracas, todos a La Carlota".
Maduro no fue visto durante el día, pero apareció con su Ministro de Defensa, Vladimir Padrino López , en la transmisión televisada de esa noche, y anunció que reemplazaría a Manuel Cristopher Figuera, director general del Servicio Bolivariano de Inteligencia Nacional (SEBIN), que había roto con Maduro durante el levantamiento. Al final del día, un manifestante había muerto, y López estaba en la embajada española, mientras que 25 militares buscaron asilo en la embajada de Brasil en Caracas. CNN informó que el "levantamiento fracasó, (debido a que) al parecer no logró obtener el apoyo de miembros de alto rango de las fuerzas armadas venezolanas".

### Mayo

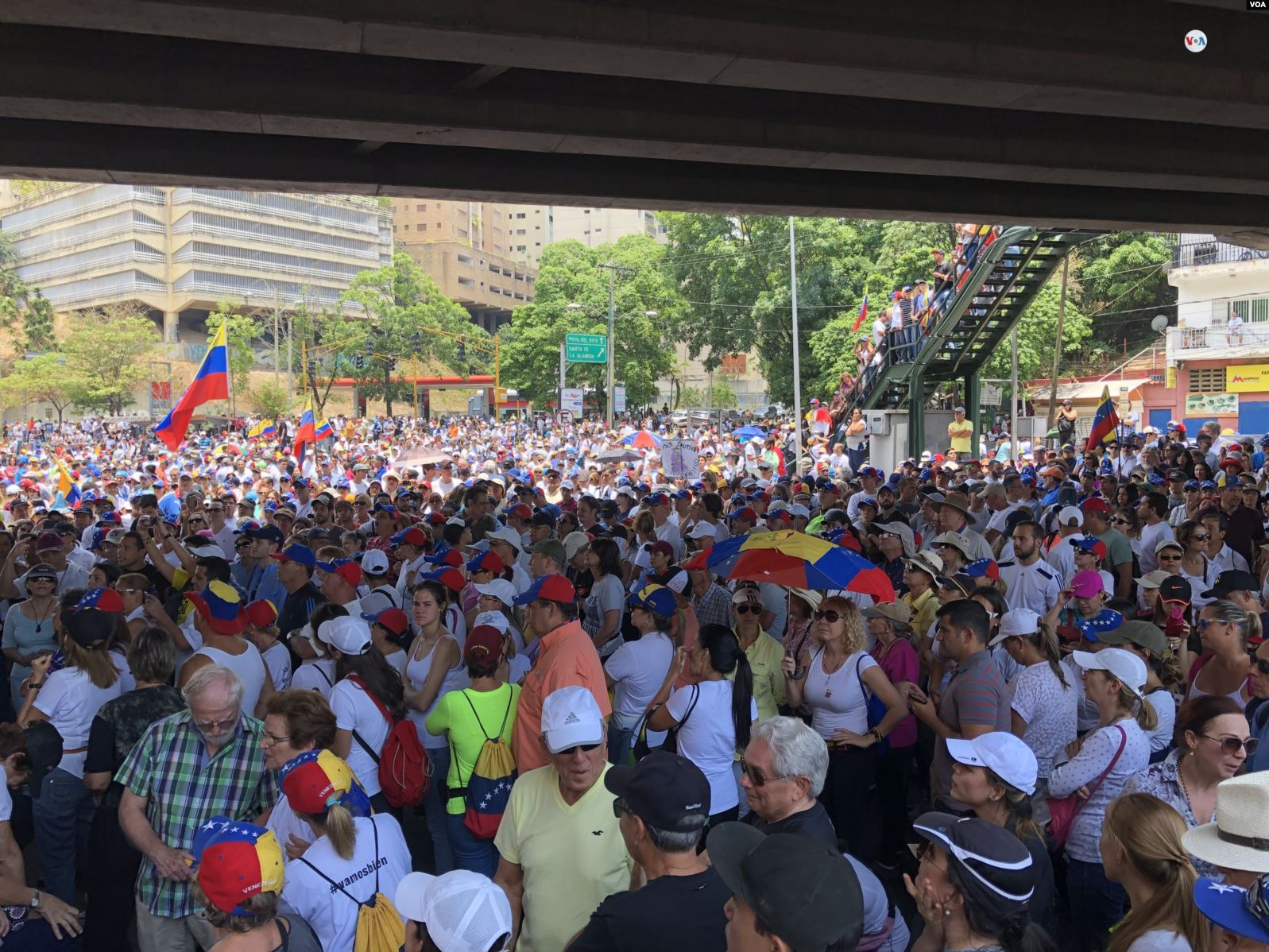
Protesta del 1 de mayo.

Miles a decenas de miles de simpatizantes se presentaron en manifestaciones el 1 de mayo por Guaidó. El llamado de Guaidó para la marcha más grande de la historia no se materializó y las fuerzas de seguridad obligaron a sus partidarios a retirarse utilizando gases lacrimógenos. Los colectivos dispararon contra los manifestantes con munición real y un manifestante recibió un disparo en la cabeza y murió. Human Rights Watch "dijo que creía que las fuerzas de seguridad dispararon perdigones contra manifestantes y periodistas". Juan Guaidó reconoció que no había recibido suficiente respaldo militar para el levantamiento, pero agregó que “Maduro no contaba con el apoyo ni el respeto de las Fuerzas Armadas”, y llamó a huelgas a partir del 2 de mayo, con el objetivo de una huelga general más adelante en el mes. En la contramarcha pro-Maduro, la mayoría de los simpatizantes eran del sector público y muchos fueron traídos desde el interior del país en autobús. The Washington Post informó de unos 500 seguidores, mientras que The New York Times informó de "miles".
Al 2 de mayo, hubo 230 heridos en las protestas, 205 arrestos, y cuatro muertos. El Tribunal Supremo de Justicia emitió una orden de arresto contra López el 2 de mayo, quien salió por las puertas de la Embajada de España para hablar con los periodistas, diciendo que los días de Maduro están contados. Maduro apareció en una base del ejército para elogiar la lealtad de las fuerzas.
El 4 de mayo, Guaidó organizó una marcha pacífica que tenía como objetivo alentar a más desertores de la FANB . El líder opositor reconoció más tarde que esta marcha (incluidas las protestas anteriores) no tuvo un resultado suficiente y que había "sobreestimado el apoyo militar". Durante una entrevista con The Washington Post, Guaidó declaró que consideraría una intervención militar de los EE.UU. en caso de que llegara el momento.
El 11 de mayo, Guaidó organizó otra marcha en Caracas, con una participación de alrededor de mil venezolanos. Durante el mitin, Guaidó solicitó a su embajador designado en los Estados Unidos, Carlos Vecchio, iniciar un diálogo con el Comando Sur de los EE.UU. El Observatorio Venezolano de Conflictividad Social, registró 1541 protestas en el país durante el mes de mayo. Hasta junio, OVCS y Provea han registrado 60 manifestantes muertos en mítines en los últimos cinco meses.

### Junio-julio
Cientos protestaron frente a la oficina de las Naciones Unidas en Caracas durante el 22 de junio, último día de la visita de la jefa de la Oficina del Alto Comisionado de las Naciones Unidas para los Derechos Humanos (ACNUR), Michelle Bachelet. Principalmente denunciando los abusos a los derechos humanos llevados a cabo por la administración de Maduro, incluyendo ejecuciones extrajudiciales, arrestos políticos y periodistas detenidos. Gilber Caro, miembro de la Asamblea Nacional que fue arrestado en abril y liberado dos días antes de la visita se unió a la multitud. Manifestantes invitaron a Bachelet a visitar Maracaibo, una ciudad colapsada por constantes apagones, escasez de combustible y problemas con los servicios de seguridad y salud. Uno de los cánticos durante las protestas incluía “Maduro es Pinochet”, en referencia al dictador chileno Augusto Pinochet, quien encarceló y torturó a Bachelet y miembros de su familia, matando a su padre. Algunos manifestantes portaban carteles pidiendo la liberación de Juan Requesens, detenido en agosto de 2018.
Después de tres meses de escasez de gas para cocinar en La Fría, Táchira, el 2 de julio estalló una protesta local. Según testigos, los agentes dispararon contra la multitud sin previo aviso. Rufo Chacón, un transeúnte de 16 años, quedó permanentemente ciego después de recibir más de 52 perdigones en la cara a quemarropa. Dos policías fueron investigados por herir a Chacón y atacar a otros manifestantes.
Guaidó convocó a protestas a nivel nacional para desafiar el desfile militar de Maduro el 5 de julio , día de la independencia de Venezuela. Unos cuantos miles se unieron a la manifestación en Caracas y marcharon hasta la sede de la DGCIM , donde días después torturaron hasta la muerte al capitán de la Armada Rafael Acosta Arévalo. Según el equipo de Guaidó, las fuerzas de seguridad estuvieron presentes en el 15% de las 89 manifestaciones contra Maduro. No se reportaron enfrentamientos. Estuvieron presentes estudiantes, familiares y miembros del clero.
El presidente de la Asamblea Nacional Constituyente de 2017 , Diosdado Cabello , realizó un mitin en Caracas en oposición al informe de la ACNUR. Sus partidarios describen que el informe es inexacto y sesgado. Una pequeña manifestación se llevó a cabo frente a la oficina de la ONU en Caracas el 15 de julio, para protestar contra la DGCIM por torturar a los detenidos.

### Noviembre
En noviembre, Guaidó pidió el regreso de las protestas. El 16 de noviembre se realizaron manifestaciones a nivel nacional con la asistencia de miles de simpatizantes en Caracas y Maracaibo. “Hoy, mañana y el lunes estaremos en las calles”, dijo Guaidó en su discurso en el barrio de Altamira en Caracas, al mencionar los 18 días de protestas que llevaron a la renuncia del presidente boliviano Evo Morales durante 2019. 
Guaidó guió a sus seguidores a la embajada de Bolivia. Las manifestaciones fueron pacíficas, las fuerzas de seguridad antidisturbios cubrieron el perímetro sin lanzar bombas lacrimógenas. Según los informes, la participación en las protestas tuvo una participación baja en comparación con principios de año. El gobierno de Maduro organizó una contraprotesta en el centro de Caracas en solidaridad con Evo Morales. Miles de simpatizantes venezolanos de Morales vestidos con camisetas rojas llegaron en autobuses. Maduro no participó y solo se dirigió a la multitud a través de la televisión estatal.

### Diciembre
En una encuesta de diciembre de la encuestadora venezolana Meganalisis, se preguntó a los encuestados si saldrían a la calle si Guaidó o la Asamblea Nacional convocaran a protestas. Según los encuestados, el 84,8 % no protestaría, el 10,9 % protestaría y el 4,2 % no estaba seguro de si protestaría.

## Protestas en 2020
El 10 de marzo se desarrolló una marcha en Caracas convocada por Juan Guaidó, miles de venezolanos participaron, llegándose a presentar enfrentamientos entre los manifestantes y los fuerzas policiales fieles a Nicolás Maduro que impidieron el paso hacia el palacio legislativo. Luego de la protesta, un hotel donde se encontraban diputados opositores fue allanado y Renzo Prieto de Voluntad Popular fue llevado en custodia.

## En el extranjero
Durante la crisis presidencial, el gobierno de Estados Unidos puso fin a las relaciones diplomáticas con la administración de Nicolás Maduro y reconoció a Juan Guaidó como presidente interino de Venezuela. El 10 de abril, después de que el gobierno de Maduro retirara a sus diplomáticos de la embajada de Venezuela en Washington, activistas de Code Pink, un grupo estadounidense contra la guerra, recibieron tarjetas de acceso de los diplomáticos y se mudaron al edificio. El grupo aseguró todas las entradas con cadenas y candados. Carlos Vecchio, el embajador de Guaidó designado en EE. UU., intentó acceder al edificio. El gobierno de Estados Unidos considera la embajada como propiedad del gobierno interino de Guaidó. 
Durante varios días, manifestantes pro-Guaidó se concentraron frente al edificio tratando de evitar que los activistas estadounidenses siguieran ocupando el edificio. Los enfrentamientos en mayo de 2019 entre activistas estadounidenses del grupo y manifestantes venezolanos resultaron en arrestos en ambos lados. Las autoridades estadounidenses emitieron un aviso de desalojo del grupo el 14 de mayo. Los cuatro activistas restantes fueron expulsados de la embajada por las autoridades estadounidenses el 16 de mayo. A finales de julio de 2019, algunos integrantes de Code Pink que ocupaban la embajada visitaron Venezuela durante el Foro de São Paulo. Maduro posó para fotografías con el grupo y los recompensó con obsequios, incluido un libro sobre Simón Bolívar y una réplica de la espada de Bolívar.

## Interferencia extranjera
La Fundación Redes denunció ante la fiscalía de Colombia que grupos armados integrados por miembros del ELN y de las disidencias de las FARC, con apoyo de la Policía Nacional Bolivariana (Fuerzas de Acciones Especiales), asesinaron a dos venezolanos, Eduardo José Marrero y Luigi Ángel Guerrero, durante una protesta el 23 de enero en la ciudad fronteriza de San Cristóbal, en el estado Táchira. Otros manifestantes resultaron heridos por arma de fuego durante el ataque.